# Shanghai Dragons
Shanghai Dragons kinesiska: 上海龙队 ryska: ШанхайДрэгонс, är en ishockeyklubb från Shanghai i Kina, som för närvarande, 2025, planerar att spela sina matcher i St Petersburg, Ryssland. Klubben kommer spela i Kontinental Hockey League säsongen 2025/26 och ersätter då HC Red Star Kunlun.